# Plebeia tica
Plebeia tica là một loài Hymenoptera trong họ Apidae. Loài này được Wille mô tả khoa học năm 1969.